# Município de Bethel (condado de Monroe, Ohio)
Localização do Ohio nos E.U.A.
O município de Bethel (em inglês: Bethel Township) é um município localizado no condado de Monroe no estado estadounidense de Ohio. No ano 2010 tinha uma população de 347 habitantes e uma densidade populacional de 5,69 pessoas por km².

## Geografia
O município de Bethel encontra-se localizado nas coordenadas 39° 37′ 53″ N, 81° 14′ 46″ O. Segundo a Departamento do Censo dos Estados Unidos, o município tem uma superfície total de 60.95 km², da qual 60,95 km² correspondem a terra firme e (0 %) 0 km² é água.

## Demografia
Segundo o censo de 2010, tinha 347 pessoas residindo no município de Bethel. A densidade de população era de 5,69 hab./km².